# John Erskine de Dun
Pour les articles homonymes, voir John Erskine.
John Erskine, baron de Dun, né en 1508 ou 1509 et mort en 1591, est un réformateur écossais.

## Biographie
Il repoussa l'arrivée des Anglais en Écosse (1547). Envoyé en France pour assister au mariage de Marie Stuart avec François II (1557), il participa très activement à la guerre civile (1559-1560) et fut chargé par le parlement du maintien de la discipline de l'église réformée. 
Erskine est connu pour être le premier écossais qui fit enseigner le grec dans sa patrie.